# ラックシー駅
ラックシー駅（ラックシーえき、タイ語：สถานีรถไฟหลักสี่）はタイのバンコク都ラックシー区にある、タイ国有鉄道北本線、■ダークレッドライン及びMRTピンクラインの駅である。

## 歴史
タイ最初の官営鉄道であるクルンテープ駅-アユタヤ駅間が1897年3月26日に開業、当駅も同時に開業した。
2021年8月2日、ダークレッドライン第1期区間のバーンスー - ランシット間で無料運行を開始し、同時に当駅の高架駅も供用開始した。路線は同年11月29日に正式開業した。
2024年1月7日 タイ初のモノレール路線である■ピンクラインが営業運転（料金徴収）を開始した。

## タイ国有鉄道、ダークレッドライン

### 概要
19世紀のアユタヤ鉄道開業と同時に開設された。レッドライン計画の原型であるホープウェル計画でも高架駅の設置が予定されており、ダークレッドライン新駅として実現した。
ホープウェル計画の概要
当駅を含む北本線ランシット駅以南の区間については、1990年代にBOT方式による鉄道高架化が計画・着工され、当駅構内でも直上高架方式による高架橋構造物が建設されるも、1997年の同計画中止により路線建設は中断された。
当駅付近には2022年現在も既設構造物が残置されているが、今後エアポート・レール・リンクの延伸工事に伴い取り壊される見込み。
レッドライン
その後2000年代になって、北本線沿いにバンコク北方へ向かう路線は「ダークレッドライン（濃赤線）」として円借款を活用して着工された。この計画では、タイ国鉄在来線の乗入れが可能な高架鉄道を建設するものとしており、当駅構内等に残存する高架橋構造物は改修して活用又は撤去することとされていた。しかし既設構造物は要求される安全強度を満たしていないことが判明し、結局取り壊されることとなった。
当初、在来線旅客列車もダークレッドライン開業によりすべて高架線経由に移行する計画であったが、諸事情によりしばらくは地上線を走行しており、当駅でも地上の旧駅に停車していた。
2023年1月19日、北本線の列車が高架線経由に移行し、地上の旧駅は使用停止となった。当駅は本線列車も高架ホームに停車できる構造となっている（後述）。

### 新駅
東西に走る大通り（ジェーンワッタナー通り）の北側に位置する。ピンクラインとの乗換を考慮し、2階コンコースが東西自由通路に接続している。

#### 駅構造

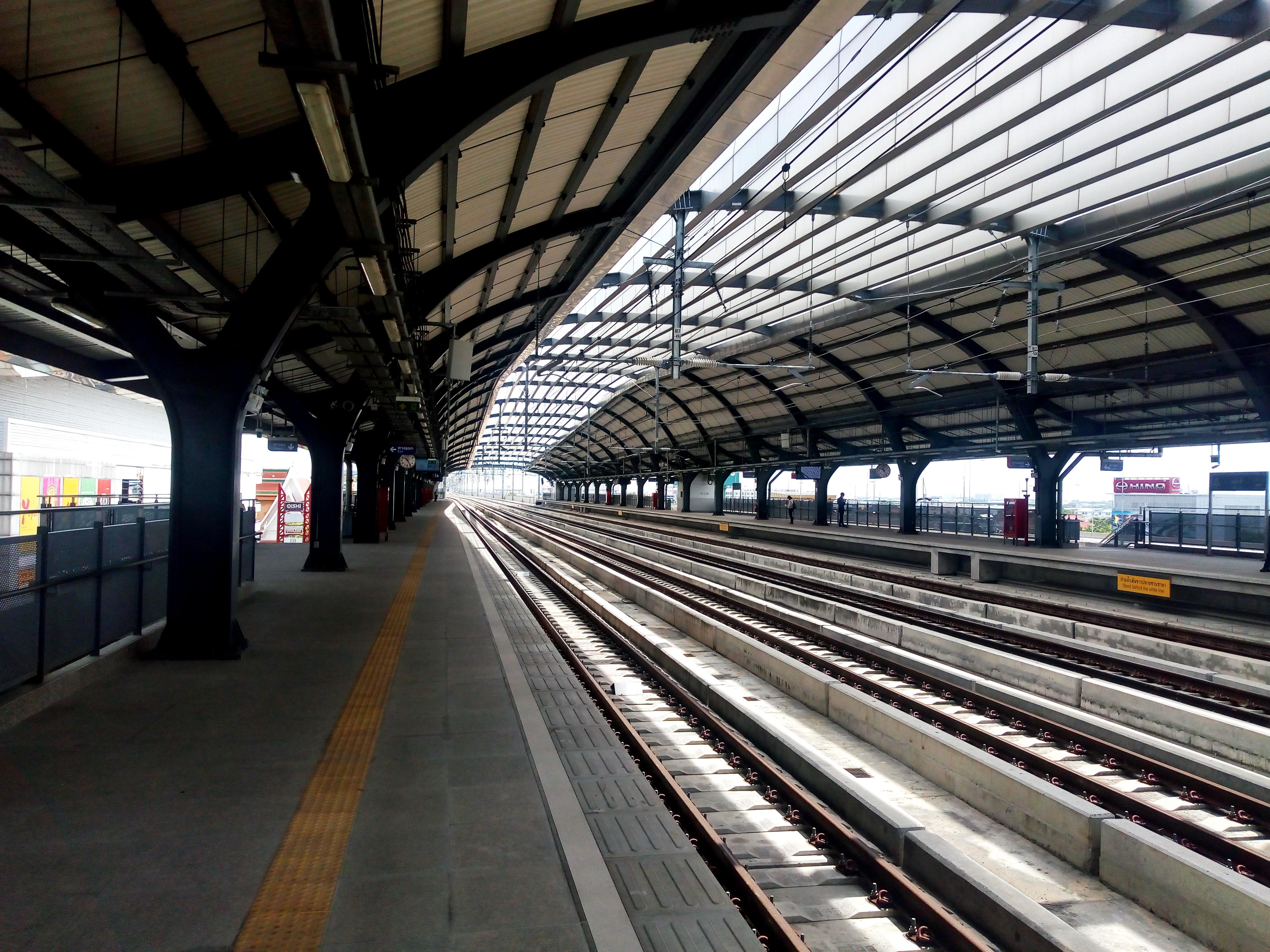
高架ホーム

相対式ホーム2面2線を有する高架駅である。北本線及び東北本線の上下通過線がホーム間にある。

#### のりば
| 番線      | 路線                           | 行先                             | 階層 |
| --------- | ------------------------------ | -------------------------------- | ---- |
| 1         | ダークレッドライン             | ランシット方面                   | 3階  |
| 通過線2線 | 北本線、東北本線の中長距離列車 | 北本線、東北本線の中長距離列車   | 3階  |
| 2         | ダークレッドライン             | クルンテープ・アピワット中央方面 | 3階  |

#### 配線
前述の通り、高架線については本線が中央寄りの方向別複々線である。当駅の南北両側に片渡り線があり、本線列車は転線してホームに停車後、本線に復帰できるようになっている。逆に、当駅のみ通過線に移ることはできない。本線列車が高架線経由に移行した後に当駅停車便が設定されるかは不明。

#### 隣の駅
タイ国有鉄道
 ダークレッドライン
トゥンソンホン駅 (RN05) - ラックシー駅 (RN06) - カンケーハ駅 (RN07)

### 旧駅
新駅に対し、大通りの向かい（南側）に位置する。連絡通路は設置されておらず、新旧の駅間を移動するには地上の大通りを横断する必要がある。

#### 駅構造
相対式ホーム2面2線を有する地上駅である。

#### のりば
地上駅舎は上り線ホーム側に隣接する。
| 番線 | 路線             | 行先                             | 階層 |
| ---- | ---------------- | -------------------------------- | ---- |
| 2    | 北本線、東北本線 | 下りランシット方面               | 地上 |
| 1    | 北本線、東北本線 | 上りクルンテープ、バーンスー方面 | 地上 |

#### 隣の駅
タイ国有鉄道
北本線（東北本線）
（旧）トゥンソンホン駅 - ラックシー駅 - カンケーハ 19km停車場

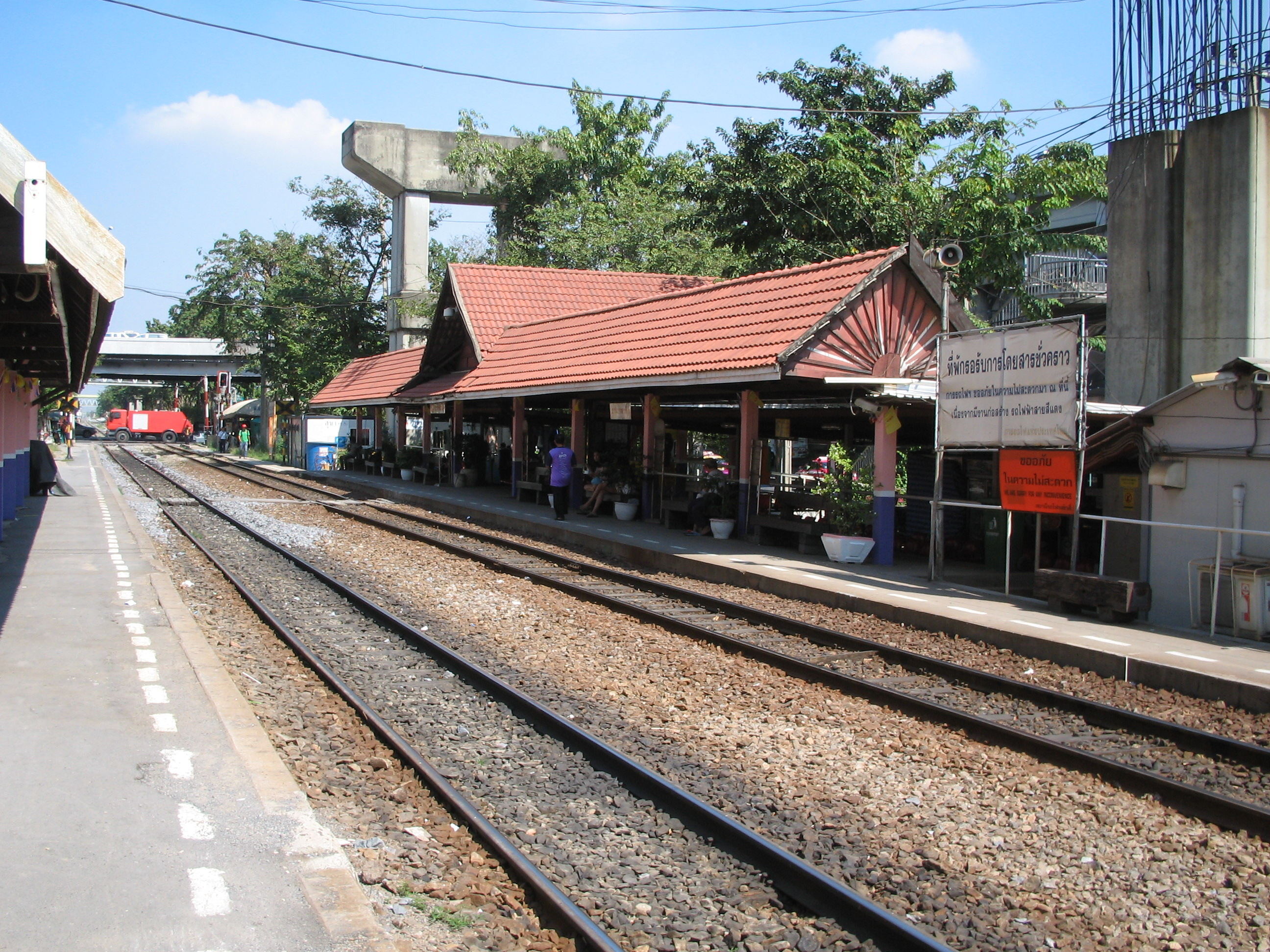
地上ホーム（上り線）と駅舎（2015年撮影）
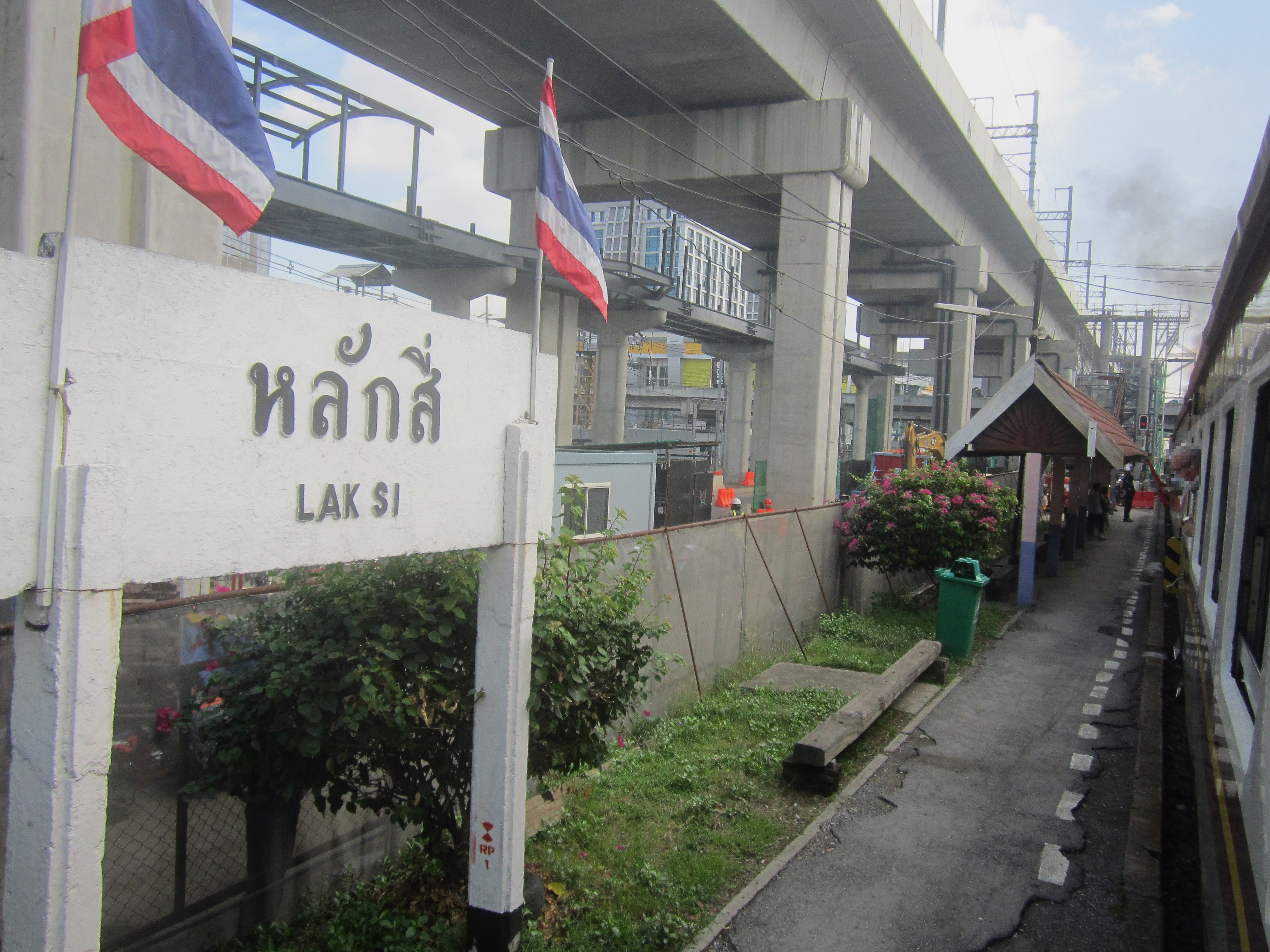
地上ホーム（下り線）（2022年撮影）
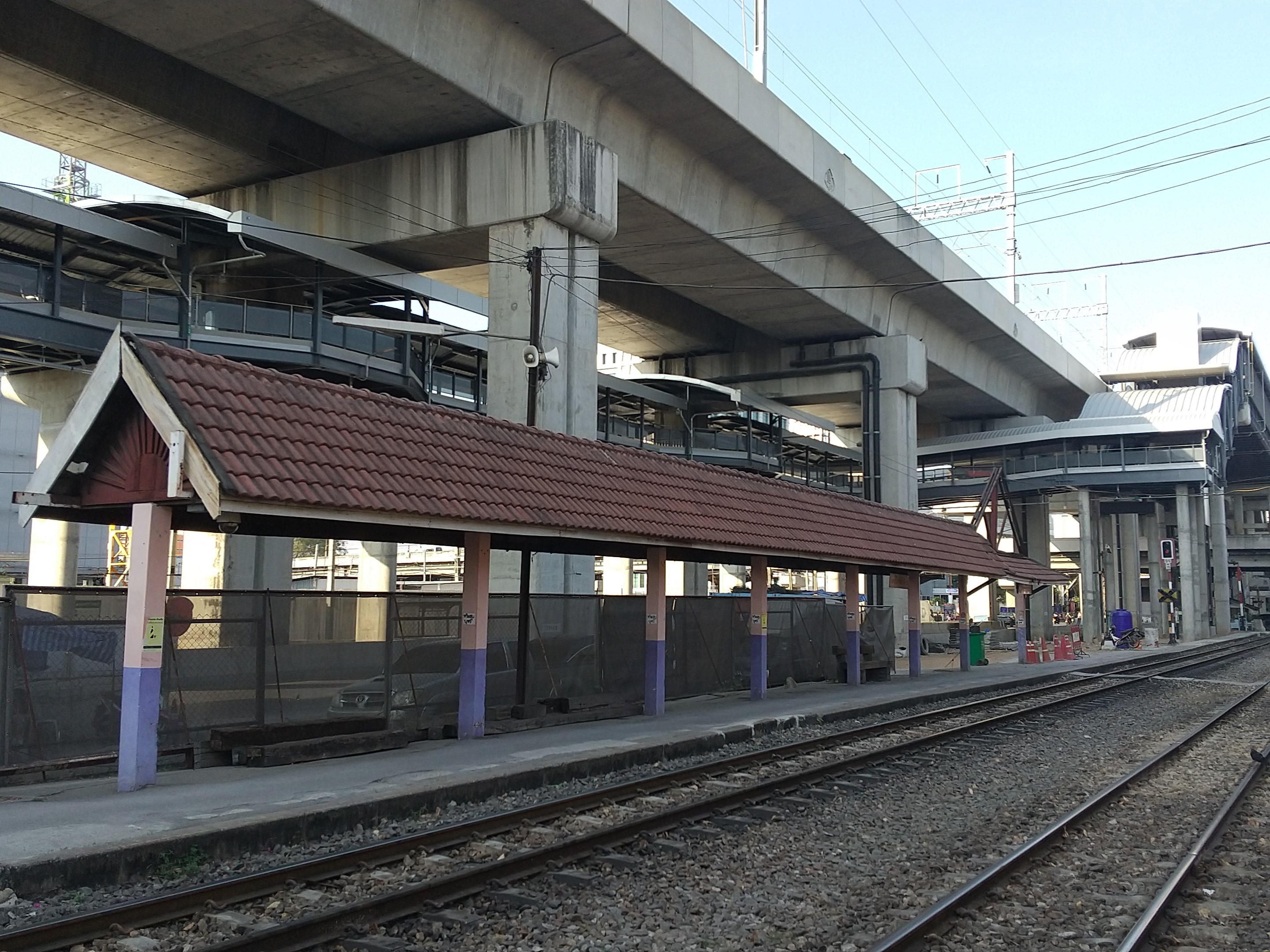
地上ホーム（下り線）（2023年撮影）

## MRT ピンクライン

### 駅構造
プラットホームは相対式2面2線構造であり、可動式ホーム柵を完備している。駅番号は「PK14」。

## 駅周辺
- チュラブホーンロイヤル大学（タイ語版）
- チュラブホーン病院（タイ語版）
- ITスクエア（タイ語版）ラックシーショッピングセンター
- ラックシー寺院（タイ語版）
- 国家通信委員会（タイ語版）
- 日野自動車販売所